# Brainfeeder
Brainfeeder is een onafhankelijk Amerikaans platenlabel, gespecialiseerd in elektronische muziek en instrumentale hiphop. Het werd in 2008 opgericht door producer en muzikant Flying Lotus en is gevestigd in Los Angeles.
Artiesten op het label zijn onder meer Austin Peralta, Daedelus, Lorn en Mr. Oizo.